# Iynefer I
Iynefer I (i-i-nfr, che significa Il Bello/Buono è giunto) (fl. XXVI secolo a.C.) è stato un principe egizio della IV dinastia.
Fu un figlio del faraone Snefru (2613 a.C. - 2589 a.C.) e fratello o fratellastro di Nefertkau I e del faraone Cheope. Ebbe il titolo di Figlio del re.
Alla sua morte, fu inumato in un sepolcro a Dahshur, del quale esistono parti al Museo egizio del Cairo. In contrasto con uno stilema artistico favorito dai nobili della III dinastia, molti aristocratici dell'epoca di Snefru furono raffigurati, nei rilievi, con un aspetto particolarmente giovane e in attitudini graziose - fra questi il principe Iynefer.